# Проблема ожирения в Науру

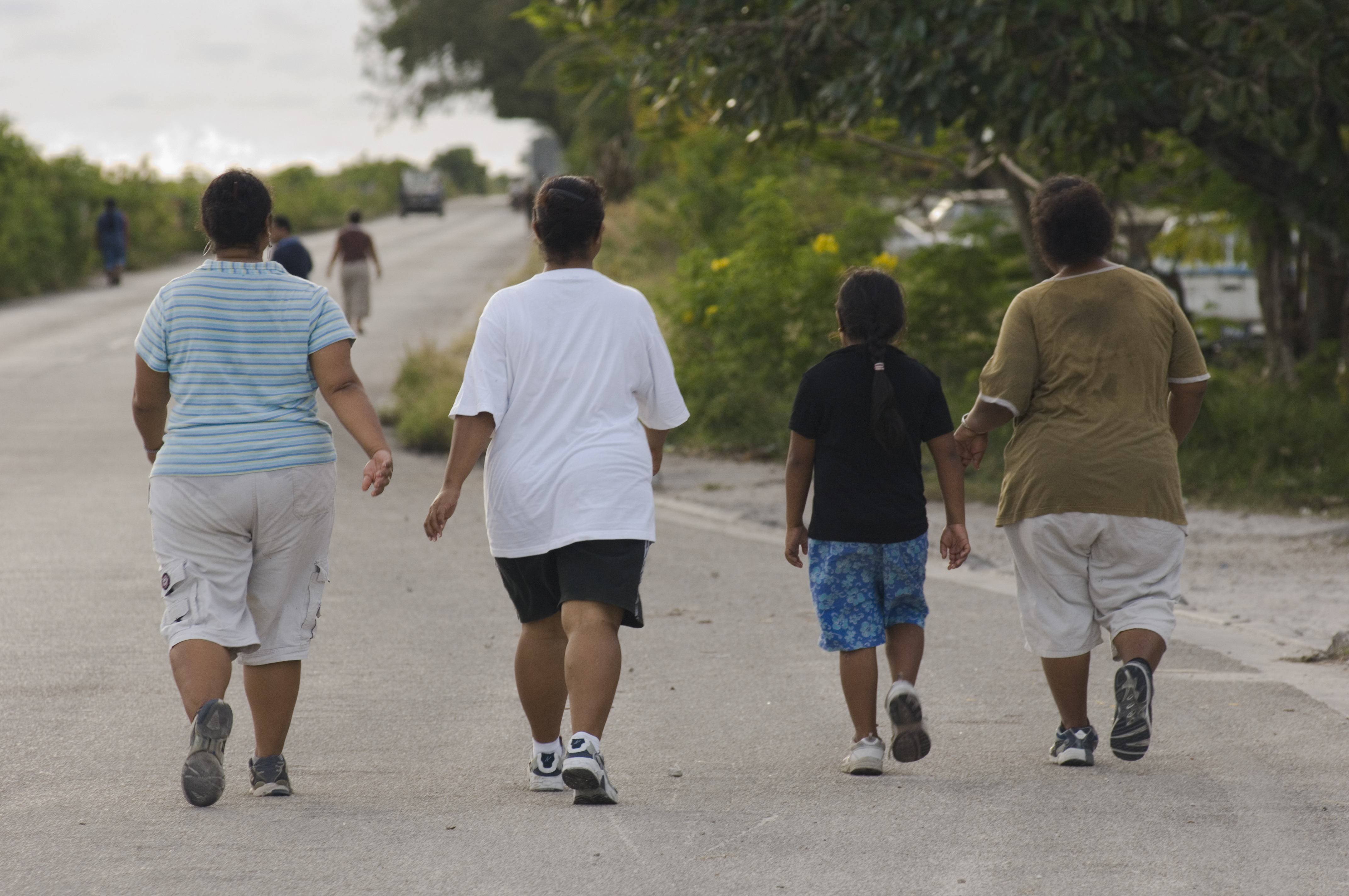
Группа науруанцев в международном аэропорту Науру

Ожирение является серьёзной проблемой здравоохранения для Республики Науру. В 2007 году Forbes.com сообщил, что согласно последним оценкам Всемирной организации здравоохранения (ВОЗ), Науру имеет самый высокий процент жителей с избыточным весом и ожирением в мире. По оценке, 94,5 % жителей республики имеют избыточный вес. Уровень ожирения составляет 71,7 %, что является самым высоким в мире. Определение «избыточный вес» и «ожирение» основаны на индексе массы тела (ИМТ). Люди с ИМТ более или равным 25 классифицируются как люди с избыточным весом, а люди с ИМТ более или равным 30 классифицируются как люди с ожирением.
Средняя масса тела среди науруанцев оценивается в 100 кг. Средний ИМТ Науру составляет от 34 до 35.

## Причины ожирения

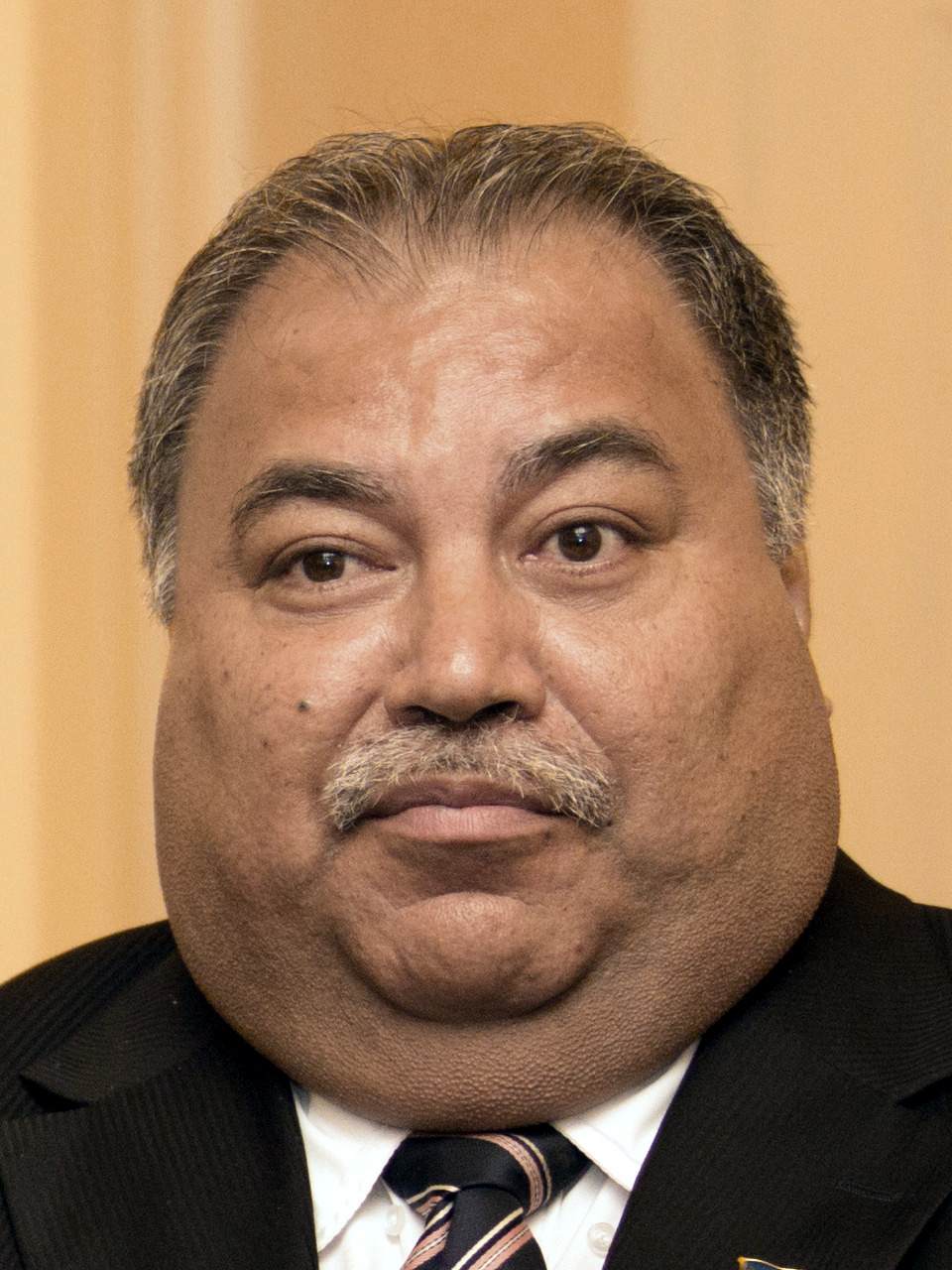
14-й президент Науру Барон Вака имеет проблемы с лишним весом

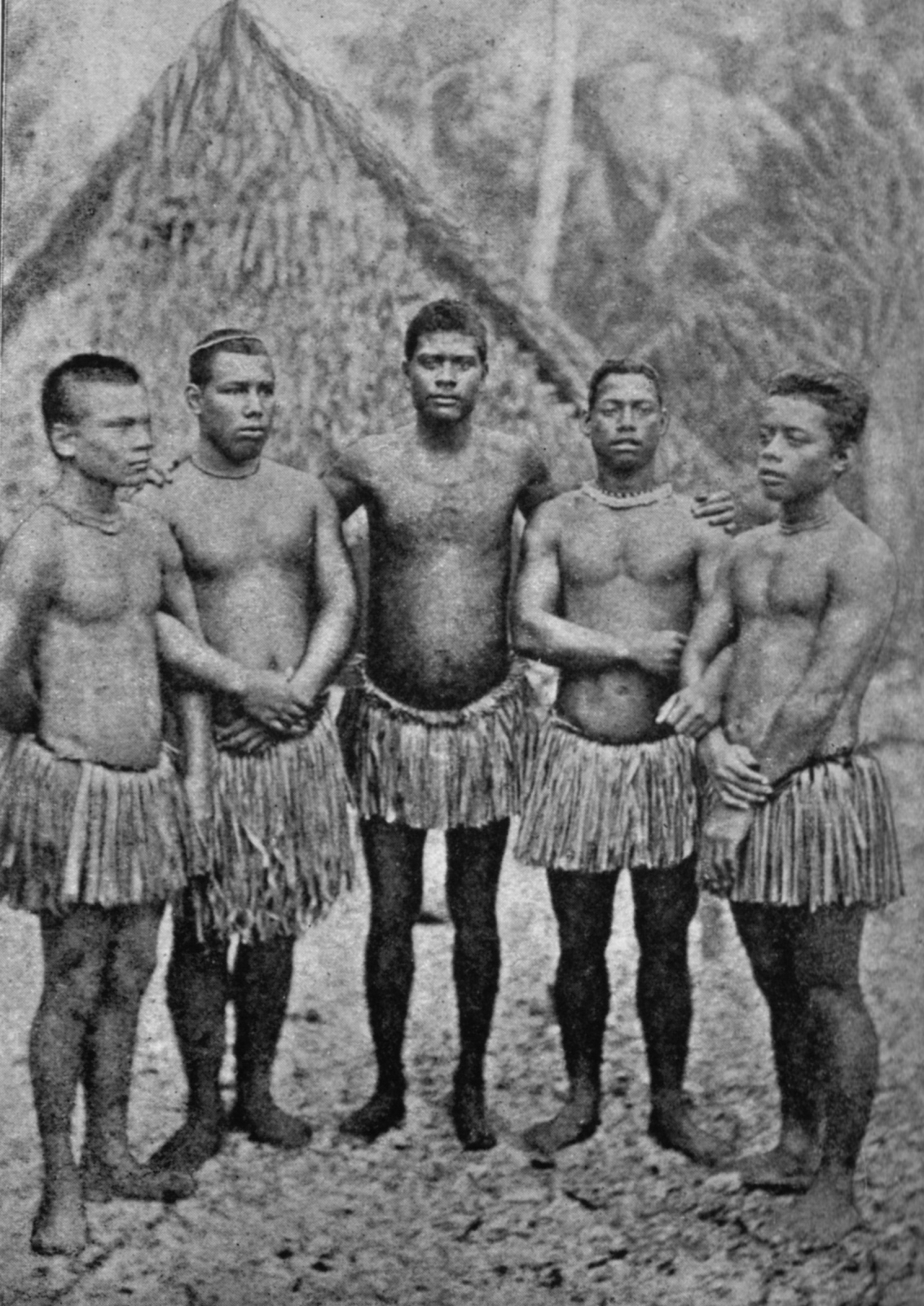
Науруанцы в 1914 году

До того, как Науру обрела независимость в 1968 году, там была популярна рыбная ловля и огородничество. Питание науруанцев в то время состояло в основном из морской рыбы, фруктов, корнеплодов и кокосов.
Согласно анализу корреспондента Асахи Симбуна Такааки Нисиямы, на чёрно-белых фотографиях того времени науруанцы выглядят хорошо сложенными. После обретения независимости произошёл значительный экономический рост в результате добычи полезных ископаемых. Прибыль от добычи полезных ископаемых распределялась среди граждан, и доход на душу населения в Науру стал очень высоким, как следствие, люди не видели никакой необходимости работать. Со временем полезные ископаемые, которые сделали страну богатой, практически полностью закончились, и страна погрузилась в трудные экономические времена и нищету. Согласно исследованию, проведённому правительством Науру и ВОЗ, импорт западных продуктов питания значительно сократил популярность рыболовства и огородничества, с 1980-х годов науруанцы ведут малоподвижный образ жизни и придерживаются неправильного питания. Все это привело к тому, что науруанцы имеют, как охарактеризовало одно исследование, «худшее состояние здоровья в Тихоокеанском регионе».
90 % территории Науру покрыто залежами фосфатов, которые в настоящее время в основном разрабатываются, и из-за этого непригодны для возделывания. Поэтому в Науру очень мало пахотных земель, и страна полагается на импорт обработанных пищевых продуктов, с высоким содержанием сахара и жиров, из крупных стран Океании, таких как Австралия и Новая Зеландия. Большая часть питания, если не всё, на Науру — это продукты с высоким содержанием жиров и сахара, а также очень низкой пищевой ценностью.
По словам профессора Университета Квинсленда и исследователя южной части Тихого океана Клайва Мура, в Науру ожирение считается признаком богатства.

## Итоги
В результате высокого уровня ожирения Науру имеет самый высокий уровень диабета среди взрослых в мире. Международная Диабетическая Федерация (МДФ) диагностировала диабет у 31 % науруанцев. В возрастной группе 55-64 лет этот уровень достигает 45%.
Органы здравоохранения Науру предпринимают шаги по излечению ожирения. Людям предписывают прогуливаться по периметру международного аэропорта Науру (4,8 км). Упражнения и занятия спортом организуются регулярно.